# Bataille de l'Ailette
Pour l’article homonyme, voir Bataille de l'Ailette (1940).
Batailles
Front d'Europe de l’Ouest
- Liège (8-1914)
- Namur (8-1914)
- Frontières (8-1914)
- Anvers (9-1914)
- Grande Retraite (9-1914)
- Marne (9-1914)
- Course à la mer (9-1914)
- Yser (10-1914)
- Messines (10-1914)
- Ypres (10-1914)
- Givenchy (12-1914)
- 1re Champagne (12-1914)
- Hartmannswillerkopf (1-1915)
- Neuve-Chapelle (3-1915)
- 2e Ypres (4-1915)
- Colline 60 (4-1915)
- Artois (5-1915)
- Festubert (5-1915)
- Quennevières (6-1915)
- Linge (7-1915)
- 2e Artois (9-1915)
- 2e Champagne (9-1915)
- Loos (9-1915)
- Verdun (2-1916)
- Redoute Hohenzollern (3-1916)
- Hulluch (4-1916)
- 1re Somme (7-1916)
- Fromelles (7-1916)
- Arras (4-1917)
- Vimy (4-1917)
- Chemin des Dames (4-1917)
- 3e Champagne (4-1917)
- 2e Messines (6-1917)
- Passchendaele (7-1917)
- Cote 70 (8-1917)
- 2e Verdun (8-1917)
- Malmaison (10-1917)
- Cambrai (11-1917)
- Bombardements de Paris (1-1918)
- Offensive du Printemps (3-1918)
- Lys (4-1918)
- Aisne (5-1918)
- Bois Belleau (6-1918)
- 2e Marne (7-1918)
- 4e Champagne (7-1918)
- Château-Thierry (7-1918)
- Le Hamel (7-1918)
- Amiens (8-1918)
- Cent-Jours (8-1918)
- 2e Somme (9-1918)
- Bataille de la ligne Hindenburg
- Meuse-Argonne (10-1918)
- Cambrai (10-1918)

Front italien
Front d'Europe de l’Est
Front des Balkans
Front du Moyen-Orient
Front africain
Bataille de l'Atlantique
La bataille de l'Ailette est une bataille qui se déroula pendant la Première Guerre mondiale du 17 au 30 août 1918, sur les bords de l'Ailette entre Laon et Soissons (Aisne).

## Contexte historique
Après le succès de la bataille d'Amiens, les forces de l'Entente dirigées par le maréchal Foch, planifient une grande offensive concentrique sur les lignes allemandes en France, les divers axes d'avance convergeant sur Liège en Belgique. 
Barrant la route de Paris entre la Somme et l'Aisne, l'Ailette et son canal reliant l'Oise à l'Aisne sert de retranchement à un bon nombre de soldats de l'Armée impériale allemande.
Bien qu'elle soit une bataille largement méconnue de l'offensive des Cent-Jours lors de la Première Guerre mondiale, l'Ailette sera pourtant le théâtre de combats acharnés entre les forces françaises et allemandes pour son contrôle à partir d'août-septembre 1918, avant qu'elle ne revienne aux Français en octobre.

## Déroulement de la bataille
- 15 août - Constatant qu’entre Audignicourt et Morsain, l'armée de von Eben s’échelonne en profondeur, Mangin décide d’en profiter et le 17 août, à 5 h du matin, il attaque et s’empare d’une position autour d’Autrèches (7e et 30e CA). Sur sa lancée, le lendemain à 18 h, il donne l’assaut sur 10 km de front et progresse de 2 km faisant 2 000 prisonniers tout en perdant 60 tués et 300 blessés, s'étant ainsi rapproché de la première ligne de von Eben.
- 19 août - Au soir, Mangin tient une ligne Bailly - Tracy-le-Val, l’ouest de Nampcel, Audignicourt, Vassens, Morsain, Nouvron, Vingré et Fontenoy.
- 20 août - À droite, au nord-ouest de Soissons, Tartiers est pris ; au centre les fantassins accèdent au plateau d’Audignicourt et prennent Lombray et Blérancourdelle tandis qu’à gauche, malgré une résistance acharnée, les Allemands reculent vers Ourscamp. Au cours de ces manœuvres 8 000 prisonniers sont faits. Nampcel, Carlepont, Caisnes sont repris. Le soir, près de Cuts, le Mont de Choisy qui domine la route de Noyon est enlevé (330e RI de la 132e DI qui avance entre la 15e DI à gauche et la 2e DM à droite, dont le RICM a enlevé la route de Cuts-Bléranourt).
- 21 août - Avec l'appui des chars, Cuts est pris, perdu et repris. Blérancourt est enlevé à l’issue d’un dur combat. Sur la route de Noyon entre Sampigny et Pontoise, un raid atteint l’Oise et fait tomber les bois de Carlepont et d’Ourscamps en menaçant à revers et de l’autre côté de l’Oise, le reste du massif de Lassigny qu’Humbert (3e armée) va occuper en bordant la Divette.
- 22 août - La 1re Division Bavaroise accourue à la rescousse est bousculée et dans l’après midi, les troupes françaises bordent l’Oise jusqu’à Quierzy. Sur la droite, vers midi, elles occupent la croupe à l’est de Pommiers, au nord atteignent Bagneux et plus loin contournent Pont-Saint-Mard.
- 23 août -  Au soir, après avoir pris Quierzy et Manicamp, l'Armée de Mangin borde le canal de l’Ailette jusqu'à Guny et prend la station de Juvigny et le plateau entre Cuffies et Pasly.

## Conséquences
Au cours du mois d'octobre 1918, les armées allemandes durent reculer de tous les territoires conquis en 1914. Les Alliés repoussèrent les Allemands sur la ligne de chemin de fer reliant Metz à Bruges, qui avait servi à alimenter l'ensemble du front dans le Nord de la France et la Belgique pendant une grande partie de la guerre. Lorsque les armées alliées atteignirent cette ligne, les Allemands furent contraints d'abandonner de plus en plus grandes quantités d'équipement lourd et de matériel, réduisant encore davantage leur moral et leur capacité de résistance.
Les pertes restèrent élevées dans l'ensemble des forces combattantes alliées ainsi que dans l'armée allemande en retraite. Des combats d'arrière-garde eurent lieu à Ypres, Courtrai, Selle, Valenciennes, la Sambre et à Mons. Dès lors, les forces de l'Entente peuvent pénétrer en Allemagne. 
Pendant ce temps, des mutineries éclatent à Kiel le 3 novembre : les marins de la Kaiserliche Marine refusent de livrer une bataille « pour l’honneur ». La vague révolutionnaire gagne toute l’Allemagne. Le 9 novembre, Guillaume II est contraint d’abdiquer. L'État-major demande que soit signé l'armistice. Les combats se poursuivront jusqu'aux dernières minutes avant que l'armistice ne prenne effet à 11 h le 11 novembre 1918. Un des derniers soldats à mourir fut le soldat canadien, George Lawrence Price, deux minutes avant que l'armistice ne prenne effet.

## Décoration
- L'AILETTE 1918 est inscrit sur le drapeau des régiments cités lors de cette bataille.

## Hommage
Plusieurs navires de la Marine nationale française portent ou ont porté le nom Ailette, dont un bâtiment de soutien, d'assistance et de dépollution.